# Place de la Liberté (Poitiers)
Pour les articles homonymes, voir Place de la Liberté.
La place de la liberté est une place historique située à Poitiers est en France. 

## Situation et accès
Elle est bordée par la rue du Général Berton et la rue René Descartes. 

## Historique
Elle portait anciennement le nom de « place du Pilori ».
Sous le régime de la Terreur, des exécutions capitales eurent lieu notamment sous l'impulsion d'Ingrand, membre du comité de surveillance.

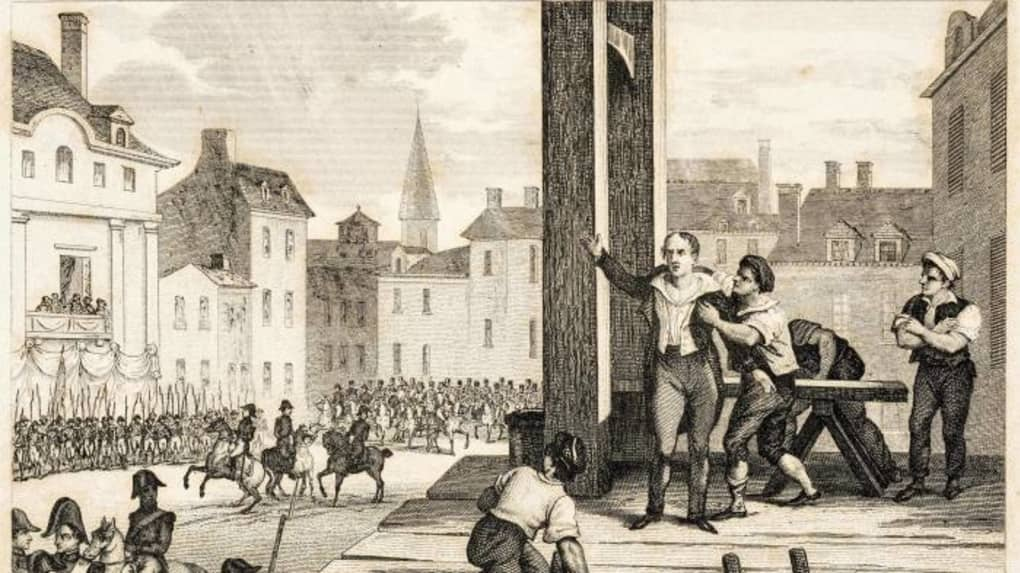
Exécution du général Berton en 1822.

Jean Baptiste Breton, général du Premier Empire, conspire afin de rétablir l'Empire après la seconde Restauration. La conspiration de Thouars échoue et Breton est exécuté, place du Pilori à Poitiers en 1822.
"Arrivé sur le lieu du supplice, Berton monta gravement les degrés de l'échafaud, et, d'une voix retentissante, poussa ces cris, dont l'écho se répercutera longtemps dans toute âme patriotique : Vive la liberté ! Vive la France ! "

Honoré Pontois, la conspiration du général Berton.
Elle change de nom au début du XXe siècle selon Anne André Glandy : 
« Lorsque la place du Pilori changea de nom pour devenir la place de la Liberté et fut dotée d’une réplique de la statue de New-York, les voisins et amis se réunirent chez Marie de Roux pour voir de ses fenêtres cette manifestation maçonnique, où la Loge se transporta, munie de ses tabliers d’honneur. »

## Bâtiments remarquables et lieux de mémoire

### Statue de la Liberté

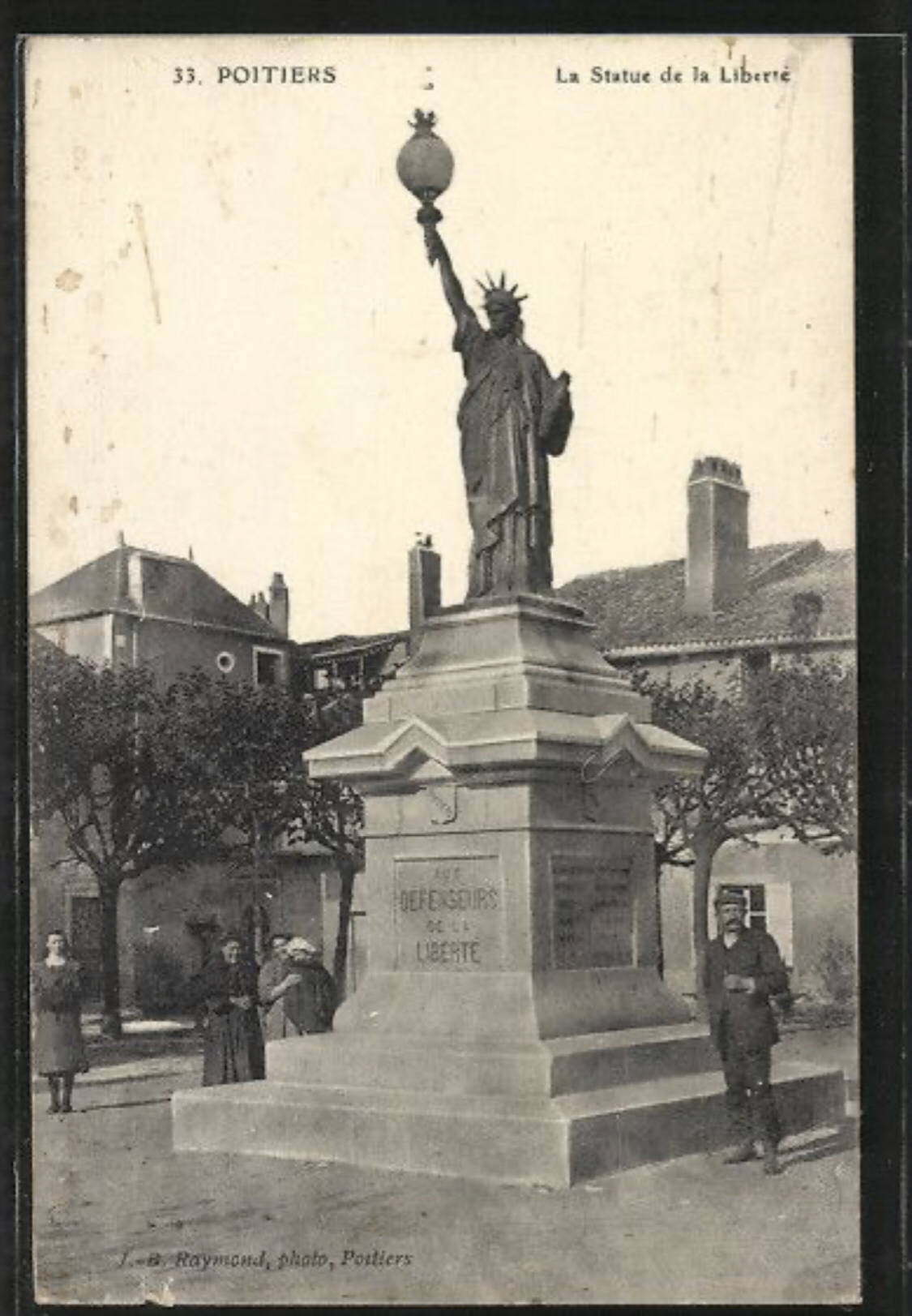
Statue de la Liberté à Poitiers

En 1903, une réplique de la statue de la Liberté de Bartholdi est financée par les francs-maçons et installée au centre de la place. La loge maçonnique de Poitiers nommée La Solidarité est située dans une rue adjacente, rue du Trottoir. 

#### Caractéristiques
Dans la main gauche une table de loi où il est inscrit « 14 Juillet 1789 14 Juillet 1903 ». 
Le socle contient de multiples inscriptions : 
- « Liberté, Egalité, Fraternité », devise républicaine adoptée par le Grand Orient de France[5].
- « Quand l’innocence des citoyens n’est pas assurée la liberté ne l’est pas non plus, Montesquieu »[6].
- « Élevé par souscriptions sur l’initiative des loges maçonniques de Poitiers et de Neuville ».